# Une couverture pour l'hiver
Une couverture pour l'hiver (UCPH) est une association reconnue d'intérêt général d'aide aux personnes sans-abri. 
Lors de maraudes hebdomadaires organisées à Paris, les bénévoles distribuent des couvertures de survie, des sacs de couchage, des vêtements et des kits d'hygiène aux personnes qui vivent à la rue,. 
Fondée en septembre 2015, l'association à majorité étudiante compte 387 membres bénévoles.

## Histoire
Une couverture pour l'hiver a été fondée en septembre 2015 par des étudiants de l'Université Paris 1 Panthéon-Sorbonne ayant débuté une aide ponctuelle auprès de personnes sans-abri à l'automne 2014.
Depuis 2015, l'association s'est implantée dans quatre universités parisiennes : Panthéon-Sorbonne, Paris-Nanterre, Sorbonne-Université, et Sciences Po. La majorité des membres en est issue.
En octobre 2018, l'association se voit décerner la médaille de la Ville de Paris.
En décembre 2019, elle remporte le prix de la solidarité lors de la deuxième édition de la cérémonie des Épis d'or, fondation présidée par Jean-Christophe Cambadélis.
En juillet 2020, l'association reçoit le Prix Coup de Cœur 2020 de la Fondation Feuilhade-Institut de France.

## Activités
Une couverture pour l'hiver a pour principal objectif de venir en aide aux personnes sans-abri qui vivent dans les rues de Paris ; en février 2020, plus de 3 500 personnes sans-abri y ont été recensées. Au cours de l'année universitaire 2018-2019, les deux cents bénévoles ont organisé une cinquantaine de maraudes ayant permis d'apporter un soutien matériel et moral à 1 250 sans-abri. 
L'association s'est beaucoup développée ces dernières années, avec 4300 personnes sans abri rencontrées et soutenues, au travers de 177 maraudes. 
Tout au long de l'année, l'association récolte des vêtements, des sacs de couchage, des produits d'hygiène et des couvertures de survie afin de les redistribuer en maraude,.
Des actions de sensibilisation sont menées auprès du grand public (rencontres en milieu scolaire et professionnel, conférences, campagnes de communication, etc.) afin d'éveiller les consciences aux difficultés des personnes sans-abri et de remettre en cause les idées reçues sur la vie à la rue,,.
L'association organise également des évènements comme des collectes à destination des personnes sans-abri.
Des manifestations sportives et évènementielles permettent aux bénévoles de lever des fonds et d'apporter de la visibilité à l'association. Le 24 novembre 2019, lors d'un concert solidaire, de nombreux artistes autour d'Hugo TSR s'engagent en faveur d'Une couverture pour l'hiver et de son action auprès des personnes sans-abri.